# Gesse printanière
Lathyrus vernus
Espèce
Classification phylogénétique
La Gesse printanière ou Orobe printanier (Lathyrus vernus), est une espèce de plantes à fleurs de la famille des Fabaceae (de la sous-famille des Faboideae selon la classification phylogénétique). C'est une plante herbacée vivace originaire d'Europe et d'Asie tempérée

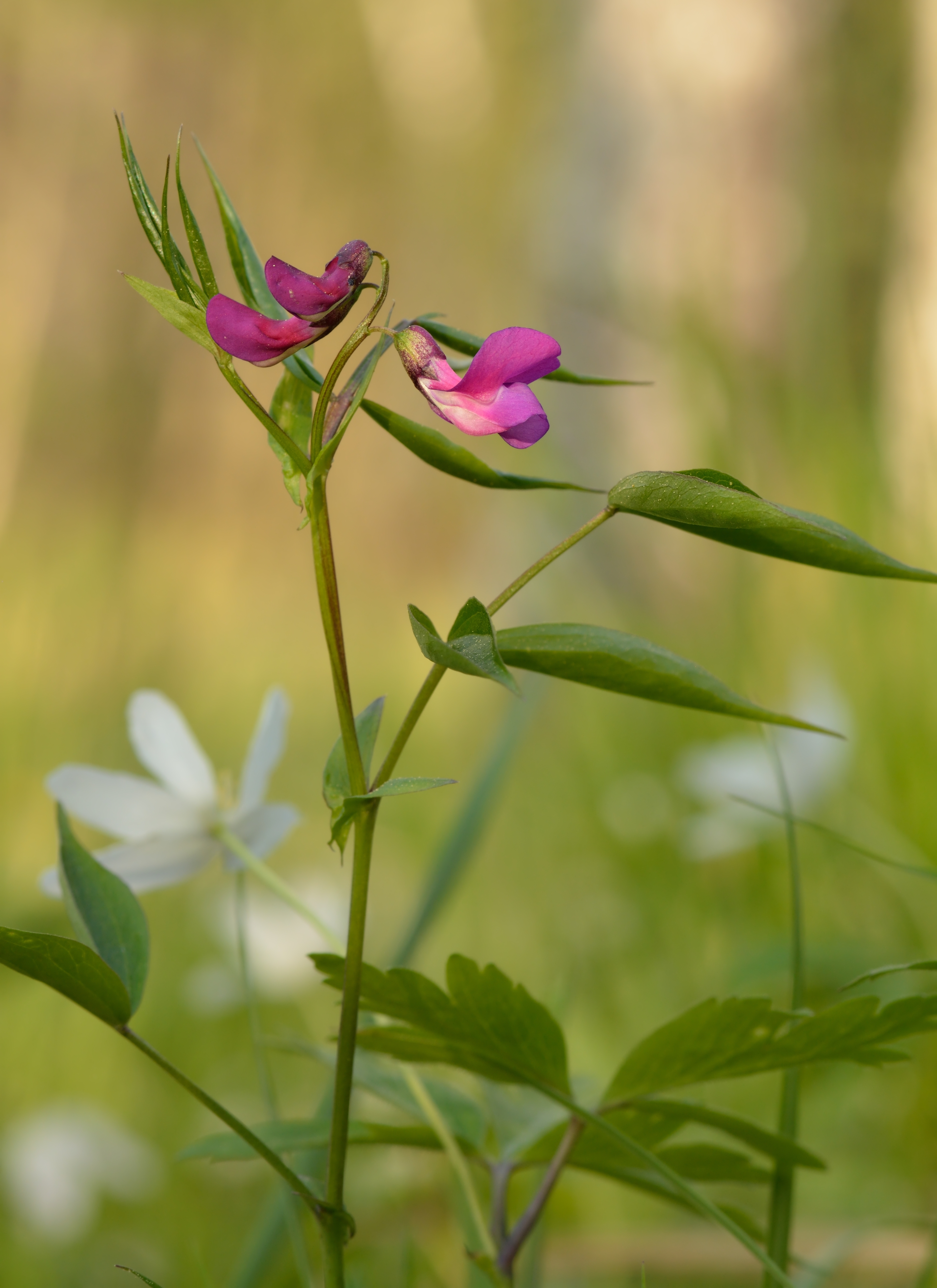
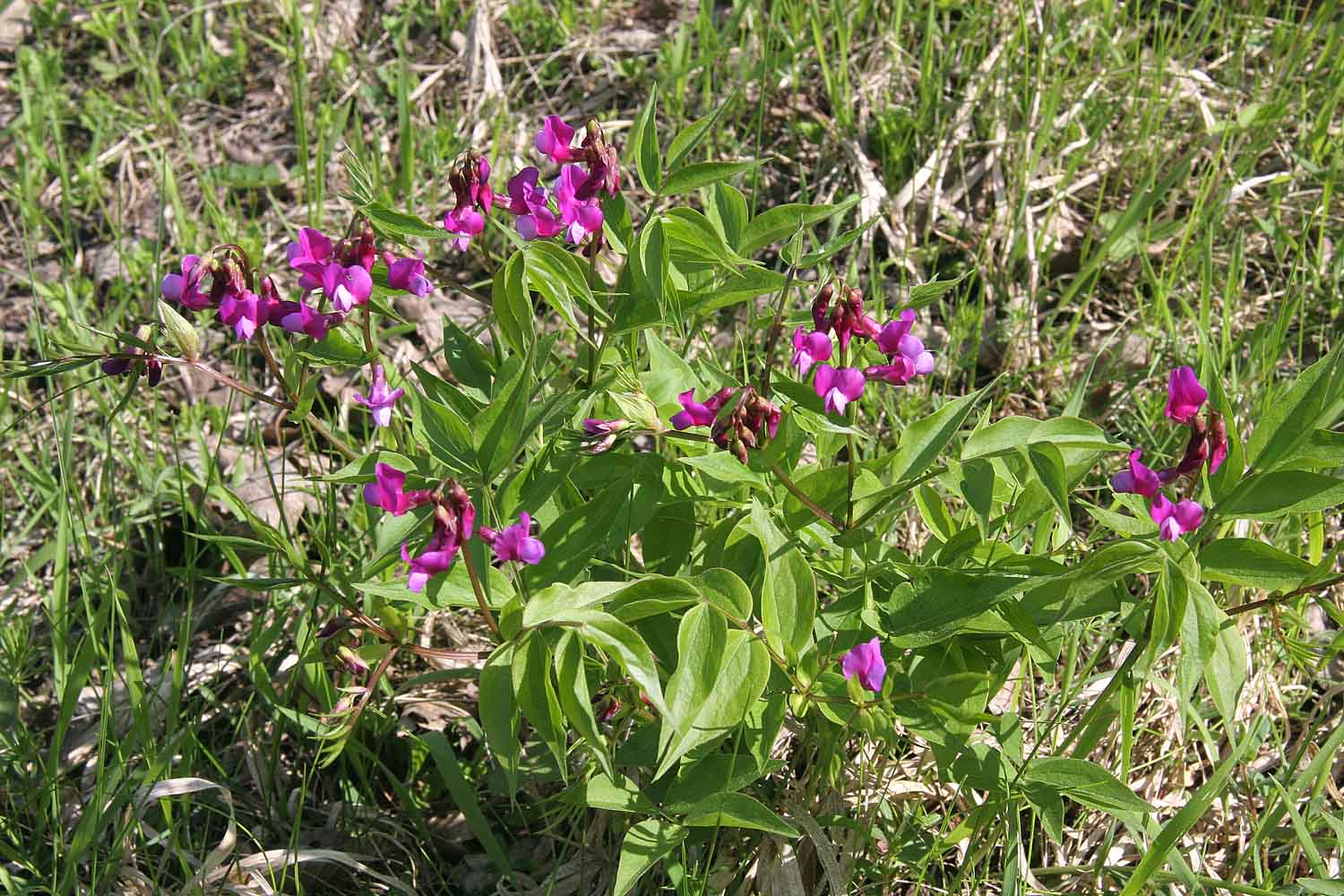
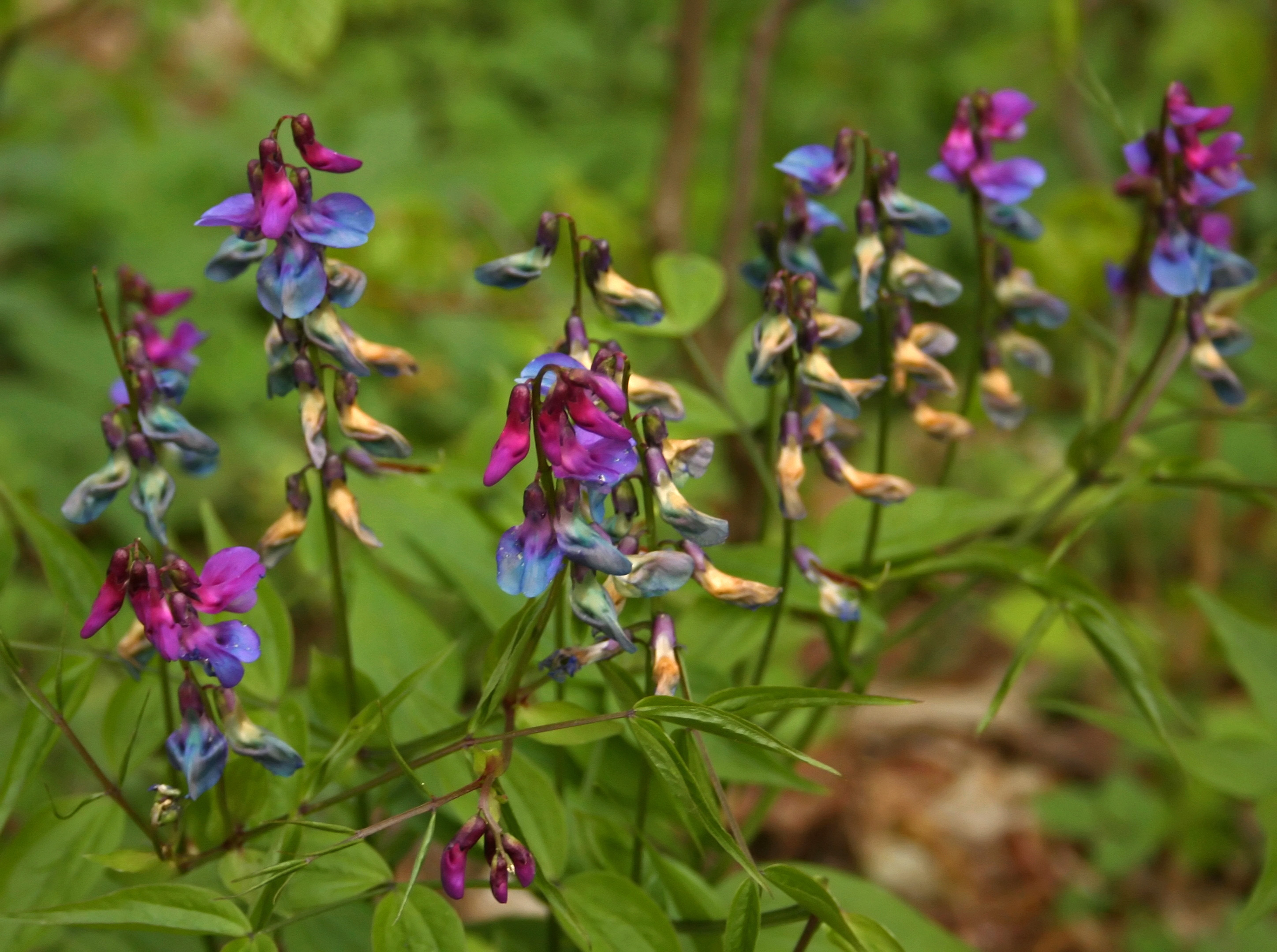
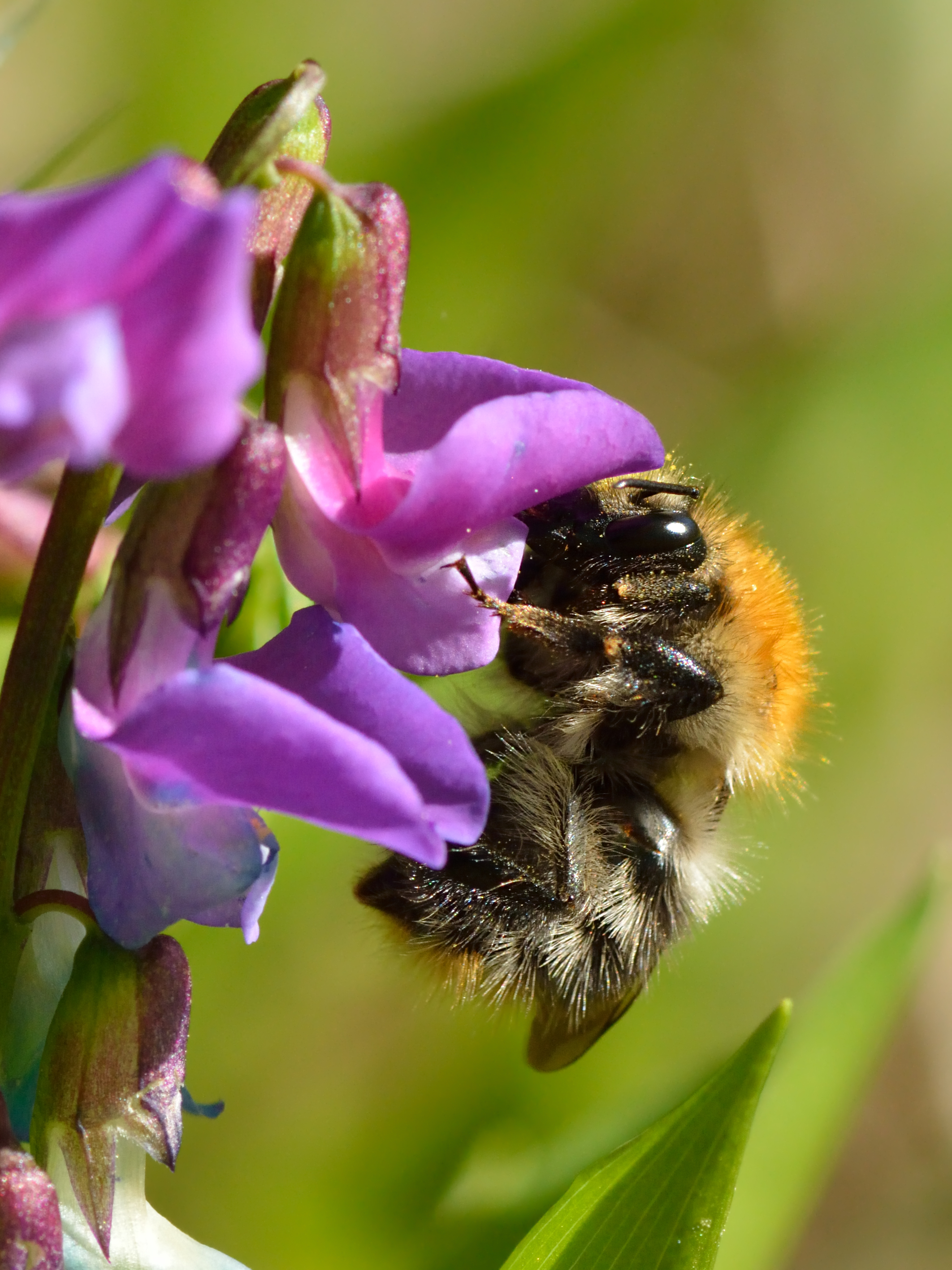

## Caractéristiques
Organes reproducteurs
- Couleur dominante des fleurs : bleu, rose
- Période de floraison : mai-juillet
- Inflorescence : racème simple
- Sexualité : hermaphrodite
- Pollinisation : entomogame

Graine
- Fruit : gousse
- Dissémination : barochore

Habitat et répartition
- Habitat type : ourlets basophiles médioeuropéens, xérophiles
- Aire de répartition : eurasiatique

Données d'après : Julve, Ph., 1998 ff. - Baseflor. Index botanique, écologique et chorologique de la flore de France. Version : 23 avril 2004.

## Statut de protection
En France, l'espèce figure sur la liste rouge des plantes du Nord-Pas-de-Calais.

## Synonyme
- Orobus vernus L.